# Terzan 3
Terzan 3 (Ter 3) – gromada kulista znajdująca się w odległości około 26,7 tys. lat świetlnych od Ziemi w kierunku konstelacji Skorpiona. Została odkryta w 1968 roku przez Agopa Terzana.
Terzan 3 znajduje się 8100 lat świetlnych od jądra Drogi Mlecznej.